# Стрільба на літніх Олімпійських іграх 1992
Змагання зі стрільби на літніх Олімпійських іграх 1992 в Барселоні відбулися на стрільбищі в Мульєт-дал-Бальєс. Розіграно 13 комплектів нагород (7 серед чоловіків, 4 серед жінок і 2 відкриті, серед обох статей).

## Медальний залік

### Таблиця медалей
| Місце                | Країна                               | Золото | Срібло | Бронза | Загалом |
| -------------------- | ------------------------------------ | ------ | ------ | ------ | ------- |
| 1                    | Об'єднана команда (EUN)              | 5      | 2      | 1      | 8       |
| 2                    | Китай (CHN)                          | 2      | 2      | 0      | 4       |
| 3                    | Німеччина (GER)                      | 2      | 0      | 1      | 3       |
| 4                    | Південна Корея (KOR)                 | 2      | 0      | 0      | 2       |
| 5                    | США (USA)                            | 1      | 1      | 0      | 2       |
| 6                    | Чехословаччина (TCH)                 | 1      | 0      | 1      | 2       |
| 7                    | Болгарія (BUL)                       | 0      | 2      | 1      | 3       |
| 8                    | Незалежні олімпійські учасники (IOP) | 0      | 1      | 2      | 3       |
| 9                    | Японія (JPN)                         | 0      | 1      | 1      | 2       |
| 10                   | Латвія (LAT)                         | 0      | 1      | 0      | 1       |
| 10                   | Норвегія (NOR)                       | 0      | 1      | 0      | 1       |
| 10                   | Перу (PER)                           | 0      | 1      | 0      | 1       |
| 10                   | Франція (FRA)                        | 0      | 1      | 0      | 1       |
| 14                   | Італія (ITA)                         | 0      | 0      | 2      | 2       |
| 15                   | Монголія (MGL)                       | 0      | 0      | 1      | 1       |
| 15                   | Польща (POL)                         | 0      | 0      | 1      | 1       |
| 15                   | Румунія (ROU)                        | 0      | 0      | 1      | 1       |
| 15                   | Швеція (SWE)                         | 0      | 0      | 1      | 1       |
| Загалом (18 збірних) | Загалом (18 збірних)                 | 13     | 13     | 13     | 39      |

### Чоловіки
| Дисципліни                 | Золото                                     | Срібло                                     | Бронза                                             |
| -------------------------- | ------------------------------------------ | ------------------------------------------ | -------------------------------------------------- |
| Пневматичний пістолет      | Ван Їфу · Китай                            | Сергій Пиж'янов · Об'єднана команда · ()   | Сорін Бабій · Румунія                              |
| Пневматична гвинтівка      | Юрій Федькін · Об'єднана команда · ()      | Франк Бадью · Франція                      | Йоганн Рідерер · Німеччина                         |
| Пістолет                   | Костянтин Лукашик · Об'єднана команда · () | Ван Їфу · Китай                            | Рагнар Сканокер · Швеція                           |
| Швидкісний пістолет        | Ральф Шуманн · Німеччина                   | Афанасійс Кузьмінс · Латвія                | Володимир Вохмянін · Об'єднана команда · ()        |
| Гвинтівка лежачи           | Лі Ин Чхоль · Південна Корея               | Гаралд Стенвоґ · Норвегія                  | Стеван Плетикосич · Незалежні олімпійські учасники |
| Гвинтівка з трьох положень | Грач'я Петікян · Об'єднана команда · ()    | Роберт Фот · США                           | Рьохей Коба · Японія                               |
| Рухома мішень              | Міхаель Якозітс · Німеччина                | Анатолій Асрабаєв · Об'єднана команда · () | Любош Рачанський · Чехословаччина                  |

### Жінки
| Дисципліни                 | Золото                                     | Срібло                                        | Бронза                                         |
| -------------------------- | ------------------------------------------ | --------------------------------------------- | ---------------------------------------------- |
| Пневматичний пістолет      | Марина Логвиненко · Об'єднана команда · () | Ясна Шекарич · Незалежні олімпійські учасники | Марія Гроздева · Болгарія                      |
| Пневматична гвинтівка      | Йо Ґап Сун · Південна Корея                | Весела Лечева · Болгарія                      | Аранка Біндер · Незалежні олімпійські учасники |
| Пістолет                   | Марина Логвиненко · Об'єднана команда · () | Лі Дуйхун · Китай                             | Доржсуренгійн Монхбаяр · Монголія              |
| Гвинтівка з трьох положень | Лауні Мейлі · США                          | Нонка Матова · Болгарія                       | Малгґожата Ксьонжкевич · Польща                |

### Відкриті дисципліни
| Дисципліни | Золото                         | Срібло                    | Бронза                   |
| ---------- | ------------------------------ | ------------------------- | ------------------------ |
| Скит       | Чжан Шань · Китай              | Хуан Хіха · Перу          | Бруно Россетті · Італія  |
| Трап       | Петр Грдлічка · Чехословаччина | Кадзумі Ватанабе · Японія | Марко Вентуріні · Італія |

## Країни-учасниці
Змагалися 407 стрільців (290 чоловіків і 117 жінок) з 83-х країн:
| - Албанія (2) - Андорра (1) - Аргентина (2) - Австралія (7) - Австрія (5) - Бангладеш (1) - Барбадос (1) - Бельгія (4) - Болівія (1) - Боснія і Герцеговина (1) - Бразилія (2) - Болгарія (13) - Канада (12) - Чилі (2) - Китай (20) - Китайський Тайбей (2) - Колумбія (2) - Коста-Рика (1) - Хорватія (4) - Куба (5) - Кіпр (2) |  | - Чехословаччина (17) - Данія (7) - Еквадор (1) - Єгипет (5) - Естонія (3) - Фінляндія (8) - Франція (17) - Німеччина (18) - Велика Британія (7) - Греція (3) - Гватемала (3) - Гонконг (1) - Угорщина (18) - Ісландія (1) - Індія (2) - Незалежні олімпійські учасники (8) - Ірак (1) - Ізраїль (3) - Італія (13) - Японія (11) - Йорданія (1) |  | - Кенія (2) - Кувейт (2) - Латвія (2) - Ліхтенштейн (1) - Люксембург (3) - Малайзія (1) - Мальта (1) - Мексика (1) - Монако (1) - Монголія (2) - Непал (1) - Нідерланди (4) - Нідерландські Антильські острови (1) - Нова Зеландія (3) - Нікарагуа (1) - КНДР (9) - Норвегія (7) - Оман (1) - Перу (2) - Філіппіни (2) - Польща (12) |  | - Португалія (4) - Пуерто-Рико (2) - Румунія (5) - Сан-Марино (2) - Сінгапур (1) - Словенія (1) - Південно-Африканська Республіка (2) - Південна Корея (12) - Іспанія (15) - Шрі-Ланка (1) - Швеція (7) - Швейцарія (8) - Сирія (1) - Тайланд (2) - Туреччина (1) - Об'єднана команда (22) - США (21) - Віргінські Острови (1) - Уругвай (1) - В'єтнам (1) |